# 光蓮寺 (長野市)
光蓮寺（こうれんじ）は長野県長野市西尾張部にある真宗大谷派の寺院。寺号は柳原山。

## 歴史
開基は信濃源氏井上氏の井上頼光で、建久4年（1193年）比叡山延暦寺で得度し、のち下総国磯部に移り住んで親鸞の弟子となった。了禅と名乗り、寛喜3年（1231年）信濃国水内郡高田西久保に勝善寺（久保勝善寺）を創建した。鎌倉時代には久保勝善寺と西厳寺（長野市）、普願寺、中俣勝善寺（須坂市）、願生寺（新潟県妙高市）、本誓寺（同上越市）からなる「磯部6か寺」を形成した。
8世了慶は永享11年（1439年）本願寺に参詣し、蓮如自筆奥書の聖教を授かり、現在も光蓮寺に残されている。その後、蓮如は宝徳元年（1449年）と応仁2年（1468年）に勝善寺を訪れている。
11世了順のとき、川中島の戦いの難を逃れ、現在の南西の地に移った。了順は石山合戦に際し中俣の勝善寺教了と共に参戦するが戦死。
12世行心のとき、その功を賞せられて教如から蓮如の一字を賜り、光蓮寺と改称した。
寛文10年（1670年）と享保19年（1734年）火災にあい、寛保2年（1742年）現在地に再建された。
なお、南長池の蓮證寺はもともと光蓮寺の塔頭であった。宝暦11年（1761年）境内に建立されたが、明治12年（1879年）5世法剣のとき、南長池へ移った。

## 境内・宝物
本堂には本尊の阿弥陀如来を安置し、境内の太子堂には寛政9年（1797年）江戸より勧請した運慶作と伝わる聖徳太子像を安置する。像は世に「経読みの太子」と言われる。
寺宝は先述の蓮如直筆の奥書のほか、『住吉物語絵巻写本』など数多い。寺紋は寛政11年（1799年）、19世了恵が浅草別院輪番となったとき、水戸徳川家から葵御紋を拝領した。